# هوارد بيرس
هوارد بيرس (بالإنجليزية: Howard Pearce)‏ هو دبلوماسي بريطاني، ولد في 13 أبريل 1949 في لندن في المملكة المتحدة.